# Cicala
Cicala är en ort och kommun i provinsen Catanzaro i regionen Kalabrien i Italien. Kommunen hade 927 invånare (2018).